# Lajes (Río Grande del Norte)
Lajes es un municipio del estado de Rio Grande del Norte (Brasil), localizado en la microrregión de Angicos. De acuerdo con el censo realizado por el IBGE (Instituto Brasileño de Geografía y Estadística) en el año 2000, su población es de 9.399 habitantes. Área territorial de 666 km². Posee un famoso pico en el Río Grande del Norte, el pico del Cabuji, con 590 metros de altitud. Lajes se localiza en la Región Central del Estado, distante a 125 km de la capital.